# Mansat-la-Courrière
Mansat-la-Courrière ist eine Gemeinde im Zentralmassiv in Frankreich. Sie gehört zur Region Nouvelle-Aquitaine, zum Département Creuse, zum Arrondissement Guéret und zum Kanton Bourganeuf. Sie grenzt im Norden an Thauron, im Osten an Soubrebost, im Süden an Faux-Mazuras, im Westen an Bourganeuf und im Nordwesten an Masbaraud-Mérignat.

## Bevölkerungsentwicklung
| Jahr      | 1962 | 1968 | 1975 | 1982 | 1990 | 1999 | 2008 | 2013 |
| --------- | ---- | ---- | ---- | ---- | ---- | ---- | ---- | ---- |
| Einwohner | 127  | 118  | 112  | 100  | 100  | 94   | 87   | 97   |

## Sehenswürdigkeiten
- Kirche Saint-Martial